# Hraniční přechod Mikulovice–Głuchołazy
Hraniční přechod Mikulovice–Głuchołazy (polsky Przejście graniczne Głuchołazy–Mikulovice) je bývalý silniční hraniční přechod na česko-polské státní hranici na hraničním úseku II/160/16 - II/160/17 mezi českou obcí Mikulovice (okres Jeseník, Olomoucký kraj) a polským městem Głuchołazy (okres Nisa, Opolské vojvodství). Přechod leží v nadmořské výšce 318 m n. m. na silnici I/44; za hranicí pokračuje polská silnice č. 40. Před zrušením byl určen pro pěší, cyklisty, motoristy a nákladní dopravu.
Hraniční přechod byl zrušen při vstupu České republiky do Schengenského prostoru v roce 2007. V případě dočasného znovuzavedení ochrany vnitřních hranic je provoz na hraničním přechodu upraven Sdělením Ministerstva vnitra č. 395/2021 Sb.